# 布魯爾 (密蘇里州)
布魯爾（英語：Brewer）是位於美國密蘇里州佩里縣的普查規定居民點。

## 歷史
布魯爾的郵局於1884年設立，其後於1914年停運。

## 人口
根據2020年美國人口普查的數據，布魯爾的面積為6.06平方千米，皆為陸地。當地共有人口361人，而人口密度為每平方千米59.57人。